# 3204 Lindgren
A 3204 Lindgren (ideiglenes jelöléssel 1978 RH) a Naprendszer kisbolygóövében található aszteroida. Nyikolaj Sztyepanovics Csernih fedezte fel 1978. szeptember 1-én.